# Пиер Бачев
Пиер Бачев (на френски: Pierre Batcheff) е френски актьор от руски произход. 

## Биография
Той е роден на 23 юни 1901 година в Харбин, Манджурия. Израства в Санкт Петербург, семейството емигрира в Женева, а през 1921 година той се установява в Париж. От 1923 година се снима в киното и става един от известните френски актьори на 20-те години. Днес е най-известен с ролята си във филма „Андалуското куче“ („Un Chien Andalou“, 1929) на Луис Бунюел.
Пиер Бачев се самоубива на 13 април 1932 година в Париж със свръхдоза барбитал.